# Vladimir Obrucev
Vladimir Afanasevici Obrucev (în rusă Владимир Афанасьевич Обручев, n. 28 septembrie/10 octombrie 1863, Rjev, Gubernia Tver⁠(d), Imperiul Rus – d. 19 iunie 1956, Moscova, RSFS Rusă, URSS) a fost un geograf, geolog, paleontolog și scriitor rus / sovietic. A fost specializat în geologia Siberiei și Asiei Centrale și unul dintre primii scriitori ruși de literatură științifico-fantastică. Membru al Academiei de Științe a URSS (1929), Erou al Muncii Socialiste (1945), laureat al două premii Stalin, gradul I (1941, 1950), este autorul termenului „neotectonică”.

## Traduceri
- V. A. Obrucev, Bazele geologiei. Pe înțelesul tuturor, Editura De Stat pentru Literatură Științifică, 1952[11]
- V. A. Obrucev, Țara lui Sannikov, Editura Tineretului, 1955. SF. Traducere de Malvina Reigh, Teodor Cosma[12]
- V. A. Obrucev, Plutonia, Editura Tineretului, Colecția Cutezătorii, 1956. Traducere de  T. Cosma și M. Reich[13]
- V. A. Obrucev, Țara lui Sannikov, Editura Tineretului, Colecția Cutezătorii, 1960[14]